# Periscepsia plorans
Periscepsia plorans là một loài ruồi trong họ Tachinidae.